# Metopostigma sabulona
Metopostigma sabulona är en tvåvingeart som beskrevs av Becker 1910. Metopostigma sabulona ingår i släktet Metopostigma och familjen fritflugor. Inga underarter finns listade i Catalogue of Life.